# YouTube (canal)
Youtube és el canal oficial de la plataforma YouTube. S'utilitza per penjar-hi vídeos destacats i esdeveniments en el lloc web de la publicació de vídeos. Alguns d'aquests esdeveniments que s'han dut a terme al seu canal inclouen Comedy Week I YouTube Music Awards. Al canal també s'hi publiquen vídeos que inclouen episodis de YouTube Nation i versions anuals de YouTube Rewind.
El 2 de novembre de 2013, YouTube Spotlight va superar lleugerament el canal de PewDiePie, convertint-se així en el canal amb més subscriptors del lloc. Va ascendir a la primera posició per preseleccionar-se com una opció de subscripció al realitzar el registre de nous usuaris de YouTube.
El mes de desembre de 2013, el canal i PewDiePie varen compatir per la primera posició fins al 22 de desembre aquest útlim, aconseguí posicionar-s'hi.
Fins el junt del 2017, el canal ha obtingut un total de més de 28.9 milions de subscriptors i 1.9 mil milions de reproduccions. Actualment, el canal es classifica com el 44è canal con más subscriptores.

## Videos

### YouTube Rewind
Des del 2010, Youtube ha publicat un vídeo anual anomenat "Youtube Rewind" al seu canal Spotlight. Tots els vídeos, des de l'any 2012 fins al 2018, han superat els 100 milions de reproduccions. No obstant, els vídeos publicats el 2010 i 2011 en tenen menys de 10 milions cada un.
L'edició de Youtube Rewind del 2016 ha estat la més ràpida en arribar a les 100 milions reproduccions, amb tan sols 3,2 dies. Es tracta del tercer vídeo no musical més agradat de tots els temps, amb més de 2.75 milions de "m'agrada"
El 13 de desembre, el Youtube Rewind de l'any 2018, tan sols 6 dies després del seu llançament, es va convertir amb el vídeo amb més "no m'agrada" de la plataforma, superant amb 10,1 milions, la cançó de Baby de Justin Bieber.

### YouTube Nation
El gener del 2014, YouTube Nation va ser publicat com un projecte de col·laboració entre YouTube i DreamWorks Animation. YouTube es va encarregar de les vendes i el màrqueting de les sèries, i DWA supervià la producció. Youtube Nation és una sèrie noticiera que resumeix informació del canal Spotlight, YouTube també promociona aquest programa a través del canal Spotlight, al principi de la seva història, les sèries usaven com a amfitrions a Grace Helbig, Hannah Hart i Mamrie Hart per ajudar a impulsar la sèrie i la seva audiència.
A causa de la promoció regular al canal Spotlight, YouTube Nation va ser capaç d'aconseguir 1 milió de subscriptors tres mesos després del seu llançament. La sèrie va ser nominada en la categoria de Millors Notícies i Esdeveniments Actuals en la quarta edició dels Streamy Awards però va perdre davant SourceFed. Després de 350 episodis, la sèrie va transmetre el seu últim episodi el 5 de desembre del 2014.

## Esdeveniments
Al maig del 2013, el canal Spotlight va transmetre el seu esdeveniment Comedy Week produït per ChannelFlip. Durant l'esdeveniment, YouTube va utilitzar la seva pàgina principal per destacar vídeos de comèdia específics per a l'esdeveniment. El video d'inici de 2 hores va arribar a tenir 1.06 milions de reproduccions al setembre del 2014. L'esdeveniment va rebre crítiques mixtes, amb la combinació particular de personalitats noves i tradicionals del mitjà, així com dificultats tècniques sent examinat específicament. L'esdeveniment va ser el primer del seu tipus amb relació a ser transmès per YouTube, malgrat que va ser comercialitzat com el primer Comedy Week anual, no s'ha sabut gens sobre un altre esdeveniment.
El 4 d'agost de 2013, YouTube va llançar "Geek Week", la qual va ser iniciada per Freddie Wong als Estats Units, i Tomska en el Regne Unit. La setmana va estar composta per dies temàtics, els quals van incloure Blockbuster Sunday, Global Geekery Monday, Brainiac Tuesday, Super Wednesday, Gaming Thursday i Fan Friday. L'esdeveniment va ser llançat en conjunció amb Nerdist en EUA i ChannelFlip a Regne Unit.

### #ProudToLove
Durant el mes de l'orgull Gai (LGBT Pride Month) del 2013, el canal va ser utilitzat per aportar informació i vídeos sobre l'orgull LGBT. Google, que posseeix YouTube, ha provat ser un campió dels drets dels homosexuals, un article en el blog oficial de YouTube va ser adjuntat a l'esdeveniment.

### YouTube Music Awards
El novembre de 2013, YouTube va llançar la seva primera presentació dels Music Awards i va anunciar les seves nominacions un mes abans, l'esdeveniment de lliurament de premi, per tal de fer bullir les xarxes socials. L'esdeveniment va ser transmès al canal Spotlight i ja ha arribat a més de 4.5 milions de reproduccions des del setembre del 2014. Les dificultats tècniques de l'esdeveniment i la seva gran quantitat de nominacions a artistes mainstream, és a dir corrents, en comptes d'artistes pertanyents a YouTube, van estar al centre de recepció de crítiques.